# 八木亮祐
八木 亮祐（やぎ りょうすけ、1990年9月29日 - ）は、愛知県津島市出身の元プロ野球選手（投手）。左投左打。

## 経歴

### プロ入り前
小学校4年の時に友達から誘われて地元の少年軟式野球チーム「津島北クラブ」で投手として野球を始める。小学校3年まではサッカー選手を目指していた。投手を始めたのは小5の時だが、基本的には一塁手だった。
「愛知西リトルシニア」に所属し、ジャイアンツカップで優秀選手に選ばれた。その際に八木の噂を聞きつけた享栄高等学校の野球部監督の目に留まり、同校の野球部に進学する事となった。この監督は当時の八木の印象を「天性の肩の柔らかさ、肘のしなりは中学生離れしていて、将来はプロを狙える素材だと思いました。」と語っている。
享栄高等学校時代は、3年生の時の6月の練習試合で岐阜城北高校の伊藤準規と投げ合い、17奪三振を奪ったことで注目を集めた。夏の西愛知大会2回戦の春日井西高校戦では5回参考記録ながら無安打無失点を達成し、同3回戦の小牧南高校戦では16奪三振を記録した。
準々決勝で中京大中京に敗れ、甲子園出場はならなかったが、最速141km/hの直球を武器に「東海のドクターK」、「工藤二世」と評される活躍を見せ、阪神、広島、中日などが評価していた。2008年度ドラフト会議にて東京ヤクルトスワローズからに2巡目指名を受け、契約金6000万円、年俸600万円（金額は推定）で入団。享栄高校からの東京ヤクルト及びその前身球団への入団は、金田正一（中退）以来となり、背番号も金田にあやかった34とされた。

### ヤクルト時代
2009年から2011年まで一軍での登板はなし。左肩痛の影響で2010年は二軍登板すらなく、背番号も34から70へ変更。
2012年、二軍で先発ローテーションを守り続けた。8月4日の中日ドラゴンズ戦でプロ初登板初先発したが、3回0/3を3失点で降板した。10月1日の読売ジャイアンツ戦で7回無失点の好投でプロ入り初勝利を挙げ、イースタン・リーグでは最多の104奪三振をマークした。
2013年、オーランド・ロマンの不調により、開幕3戦目である3月31日の阪神タイガース戦に代役先発。プロ入り初先発の藤浪晋太郎相手に7回無失点と投げ勝ち、シーズン初勝利を挙げた。その後は先発ローテーションに定着し安定した投球を見せるも、打線の援護が少なかったこともあり、5月終了時点で防御率2点台ながら1勝と中々勝ち星が伸びなかった。他の先発陣が軒並み不調な中で小川泰弘と共に最後までローテーションを守りきり、最終的には5勝に終わったが、規定投球回をクリアした。防御率と敗戦数は規定到達者の中でワーストだったが、初完封を記録するなど飛躍のシーズンとなった。
2014年、チーム事情からオープン戦より中継ぎへ転向し、勝利の方程式の一員として期待された。しかし6試合で防御率5.87と振るわなかったことから、同じく結果を出せていなかったルーキーの秋吉亮と入れ替わりで、開幕早々先発に回る。7月29日の阪神戦で5勝目を挙げたが、8月5日の阪神戦では2/3イニングで負傷降板した。この時2アウトから野手のエラーで出塁していたランナーが、八木の降板後に決勝点のホームを踏んだため、被安打、自責点共に0で敗戦投手になった。翌日左大腿部の肉離れと診断されたため登録抹消され、一軍への復帰はシーズン最終盤の10月であった。
2016年は5月24日の阪神戦に先発し、1イニング4奪三振を記録するも、3回4失点と試合をつくれず敗戦投手となり、ヤクルトでの登板はこの1試合にとどまった。

### オリックス時代
2016年7月17日、近藤一樹とのトレードで左腕不足に悩むオリックス・バファローズへの移籍が発表された。背番号は交換相手の近藤が着用していた「65」に決まった。
8月24日に出場選手登録され、9月3日の北海道日本ハムファイターズ戦（ほっともっと神戸）にディクソン・塚原頌平の後を受けて救援登板するも、4回2失点で翌9月4日に出場選手登録を抹消され、オリックスでの2016年の登板はこの1試合にとどまった。
2017年は二軍で26試合に登板し、2勝0敗、防御率2.40を記録したが、一軍での登板はなく、10月2日に球団から戦力外通告を受けた。

### オリックス退団後
退団後は地元・愛知に戻り、2018年は業務用冷蔵庫などを製造しているホシザキで勤務。
2019年春からは、小林クリエイトの軟式野球部に在籍。2020年の中日スポーツ杯争奪・第61回愛知県軟式野球新春選抜リーグ戦では3試合に先発登板し、20イニングを投げ1失点、チームにとって30年ぶりの優勝に貢献している。

## 選手としての特徴・人物
オーバースローから平均球速約139km/h、最速149km/hのキレのいいストレートに、スライダー・フォーク・チェンジアップを織り交ぜ、100km/h台のスローカーブも駆使する。一方で、制球力にばらつきがあるなど課題を残している。
プロ入り後のニックネームは「ヤギヤン」。これは上述の金田正一が「カネヤン」と呼ばれていた事に由来するが、八木本人は活躍して金田に認められた後、そのように呼ばれることを希望している。同期入団の赤川克紀に「AK」と言うニックネームをつけるなど仲が良く、同じ高卒の左腕で「僕と赤川君の未来の左エース対決では絶対に負けません」と抱負を語るなどライバル心も抱いていた。
知り合いが貰ってきてくれた川上憲伸のサインを宝物にしている。

## 詳細情報

### 年度別投手成績
| 年 度     | 球 団      | 登 板 | 先 発 | 完 投 | 完 封 | 無 四 球 | 勝 利 | 敗 戦 | セ 丨 ブ | ホ 丨 ル ド | 勝 率 | 打 者 | 投 球 回 | 被 安 打 | 被 本 塁 打 | 与 四 球 | 敬 遠 | 与 死 球 | 奪 三 振 | 暴 投 | ボ 丨 ク | 失 点 | 自 責 点 | 防 御 率 | W H I P |
| --------- | ---------- | ----- | ----- | ----- | ----- | -------- | ----- | ----- | -------- | ----------- | ----- | ----- | -------- | -------- | ----------- | -------- | ----- | -------- | -------- | ----- | -------- | ----- | -------- | -------- | ------- |
| 2012      | ヤクルト   | 3     | 3     | 0     | 0     | 0        | 1     | 0     | 0        | 0           | 1.000 | 65    | 15.0     | 10       | 1           | 11       | 0     | 1        | 13       | 1     | 0        | 4     | 3        | 1.80     | 1.40    |
| 2013      | ヤクルト   | 26    | 26    | 1     | 1     | 1        | 5     | 13    | 0        | 0           | .278  | 667   | 152.0    | 169      | 18          | 59       | 2     | 2        | 122      | 2     | 0        | 77    | 75       | 4.44     | 1.50    |
| 2014      | ヤクルト   | 23    | 17    | 1     | 0     | 0        | 5     | 6     | 0        | 2           | .455  | 461   | 103.2    | 119      | 10          | 41       | 3     | 2        | 76       | 2     | 0        | 50    | 45       | 3.91     | 1.51    |
| 2015      | ヤクルト   | 2     | 2     | 0     | 0     | 0        | 0     | 2     | 0        | 0           | .000  | 47    | 10.0     | 14       | 2           | 3        | 1     | 0        | 5        | 1     | 1        | 7     | 7        | 6.30     | 1.70    |
| 2016      | ヤクルト   | 1     | 1     | 0     | 0     | 0        | 0     | 1     | 0        | 0           | .000  | 19    | 3.0      | 6        | 0           | 3        | 0     | 0        | 6        | 1     | 0        | 4     | 4        | 12.00    | 3.00    |
| 2016      | オリックス | 1     | 0     | 0     | 0     | 0        | 0     | 0     | 0        | 0           | .---  | 18    | 4.0      | 7        | 1           | 1        | 0     | 0        | 2        | 0     | 0        | 2     | 2        | 4.50     | 2.00    |
| '16計     | オリックス | 2     | 1     | 0     | 0     | 0        | 0     | 1     | 0        | 0           | .000  | 37    | 7.0      | 13       | 1           | 4        | 0     | 0        | 8        | 1     | 0        | 6     | 6        | 7.71     | 2.43    |
| 通算：5年 | 通算：5年  | 56    | 49    | 2     | 1     | 1        | 11    | 22    | 0        | 2           | .333  | 1277  | 287.2    | 325      | 32          | 118      | 6     | 5        | 224      | 7     | 1        | 144   | 136      | 4.25     | 1.54    |

### 記録
投手記録
- 初登板・初先発：2012年8月4日、対中日ドラゴンズ16回戦（明治神宮野球場）[1]、3回0/3を3失点で勝敗つかず
- 初奪三振：同上、1回表に森野将彦から空振り三振[1]

- 初勝利・初先発勝利：2012年10月1日、対読売ジャイアンツ24回戦（明治神宮野球場）[1]、7回無失点5奪三振

- 初完投勝利・初完封勝利：2013年7月2日、対横浜DeNAベイスターズ9回戦（平塚球場）、3安打8奪三振（無四死球）

打撃記録
- 初安打：2013年4月28日、対読売ジャイアンツ6回戦（明治神宮野球場）、5回裏に内海哲也から左前安打

その他の記録
- 1イニング4奪三振：2016年5月24日、対阪神タイガース9回戦（明治神宮球場）、1回表に北条史也・大和（振り逃げ）・マウロ・ゴメス・原口文仁から※史上18人目[20]

### 背番号
- 34 （2009年 - 2010年）
- 70 （2011年 - 2016年7月19日）
- 65 （2016年7月20日 - 2017年）